# Frank Reisner
Frank Reisner (* 15. Februar 1932 in Gyula, Ungarn, als Ferenc Alfred Reisner; † Oktober 2001) war ein in Italien und den USA tätiger Automobilkonstrukteur. Er war Gründer und Inhaber des Automobilherstellers Costruzione Automobili Intermeccanica. 

## Leben
Im Januar 1949 emigrierte Reisner zusammen mit seiner Familie zunächst nach Paris. Ein Dreivierteljahr später zog die Familie nach Kanada weiter und ließ sich 1950 schließlich in Montreal nieder. Hier absolvierte Reisner eine Ausbildung zum Ingenieur und arbeitete später in einer Automobillackiererei. 1958 heiratete er Paula Frei, eine gebürtige Tschechin, mit der er später drei Kinder namens Henry, Edward und Evelyn hatte. 1959 ging Reisner mit ihr nach Italien. Dort arbeitete er zunächst bei der Giannini Automobili S.p.A. in Rom, bevor er nach Turin übersiedelte, wo er die Costruzione Automobili Intermeccanica S.p.A. gründete. Hier entstanden unterschiedliche Sportwagen nach dem Hybrid-Konzept: Reisners Intermeccanica-Modelle verbanden europäisch gestaltete Karosserien mit Antriebstechnik aus amerikanischer Großserienproduktion. Reisner arbeitete zumeist mit dem ehemaligen Bertone-Designer Franco Scaglione zusammen, der die meisten Karosserien des Unternehmens entwarf und zudem Geschäftsanteile an Intermeccanica hielt. Zeitweise bestand auch eine Geschäftsbeziehung zu Erich Bitter, der Reisners Autos in Deutschland verkaufte und deren Konzeption als Grundlage für seinen eigenen Bitter CD nahm.
1975 geriet das Unternehmen in wirtschaftliche Schwierigkeiten und verlegte den Firmensitz mit finanzieller Unterstützung in Kalifornien ins dortige San Bernardino. Hier begann er mit der erfolgreichen Fertigung von Replikas des Porsche Speedster, in Kooperation mit Tony Baumgartner aus Santa Ana. 1982 verlegte er den Firmensitz ins kanadische Vancouver. Heute führt sein ältester Sohn Henry das Unternehmen.
Reisner starb 2001.